# Woollimエンターテインメント
Woollimエンターテインメント（ウリムエンターテインメント、울림엔터테인먼트、Woollim Entertainment）は、2003年に設立された大韓民国の音楽プロダクション・芸能事務所である。

## 概要
音楽マネージャー出身のイ・ジュンヨプが設立した芸能事務所である。
2013年8月、SMエンタテインメントの子会社であるSM C＆Cに買収され、Woollimレーベルとして運営される。
2016年6月、物的分割により音楽コンテンツ事業と映像コンテンツ事業が分離され、音楽コンテンツ事業を主とする（株）ウリムエンターテインメントが新設される。9月、SM C＆Cが株式の持分100％のうち71％を処分したことに伴い関係会社となる。同時期にイ・ジュンヨプが代表に復帰した。

## 所属アーティスト
- JOO（2008年 - ）
- INFINITE（2010年 - ）
- Rphabet（2013年 - ）
- LOVELYZ（2014年 -2021年 ）
- Golden Child（2017年 - ）
- クォン・ウンビ - IZ*ONEの元メンバー
- Rocket Punch（2019年 - 2024年）
- DRIPPIN（2020年 - ）

## 過去の所属アーティスト
- NELL
- Epik High
- ジソン
- Jinbo
- YOU ZIA
- TASTY
- ホヤ（INFINITE）
- L（INFINITE）
- ソンギュ（INFINITE）
- ドンウ（INFINITE）
- ソンヨル（INFINITE）
- ソンジョン（INFINITE）
- キム・チェウォン